# 蘭潭山
23°28′36″N 120°30′26″E / 23.476666°N 120.507106°E
蘭潭山位於台灣嘉義市東區盧厝里與嘉義縣番路鄉江西村交界，山頂海拔178公尺，為嘉義市最高峰，比相距約1.5公里的小百岳紅毛埤山，還高28公尺。該山位於蘭潭水庫東方，立有嘉義市加密控制點，編號GH1020，向西可俯視蘭潭後山公園步道、紅毛埤山、蘭潭。